# Helicopsyche patriciae
Helicopsyche patriciae là một loài Trichoptera trong họ Helicopsychidae. Chúng phân bố ở miền Australasia.